# 聖マタイの召命
『聖マタイの召命』（せいマタイのしょうめい、伊: Vocazione di san Matteo、英: The Calling of Saint Matthew）は、ミケランジェロ・メリージ・ダ・カラヴァッジョによって1599年から1600年にかけて制作された絵画である。画家がローマのフランス人管轄教会サン・ルイジ・デイ・フランチェージ教会のコンタレッリ礼拝堂のために描いた作品のうちの1点で、同礼拝堂の祭壇に向かって左側に掲げられている。カラヴァッジョにとっては公的な場でのデビュー作、かつ出世作であり、美術史上ではバロック美術への扉を開いた記念碑的作品である。なお、礼拝堂の右側には同時期に委嘱された『聖マタイの殉教』が、中央の祭壇には後に委嘱された『聖マタイと天使』が掛けられている。

## 委嘱
サン・ルイジ・デイ・フランチェージ教会は、ローマに住むフランス人たちの教区教会である。コンタレッリ礼拝堂は、フランス人のマシュー・コワントレル、イタリア名マッテオ・コンタレッリ枢機卿が1565年に自身の墓所として権利を入手した。同年、コンタレッリはブレシア出身の画家ジローラモ・ムツィアーノと礼拝堂装飾に関わる契約を結び、自身の名にちなむ聖マタイ (イタリア語でマッテオ) の主題のフレスコによる壁画制作を依頼した。ちなみに、1586-1592年に、ムツィアーノは、ローマのサンタ・マリア・イン・アラコエーリ聖堂にあるマッテイ家の礼拝堂にマタイ伝を表す壁画を描いている。
コンタレッリは1585年に死去したが、ムツィアーノは礼拝堂装飾にまったく手をつけていなかった。コンタレッリからの遺言で、全財産の管理と遺言の執行を委ねられた親友のヴィルジーリオ・クレッシェンツィは、老年で契約実行の見込みのないムツィアーノに代えて、ジュゼッペ・チェーザリ (通称カヴァリエル・ダルピーノ) と壁画制作の契約を結ぶ。カヴァリエル・ダルピーノは礼拝堂の天井画『エチオピア王の娘を蘇らせる聖マタイ』と4人の預言者像を描いたが、弟の問題によりローマを離れることになり、礼拝堂そのものの装飾を中断することとなった。

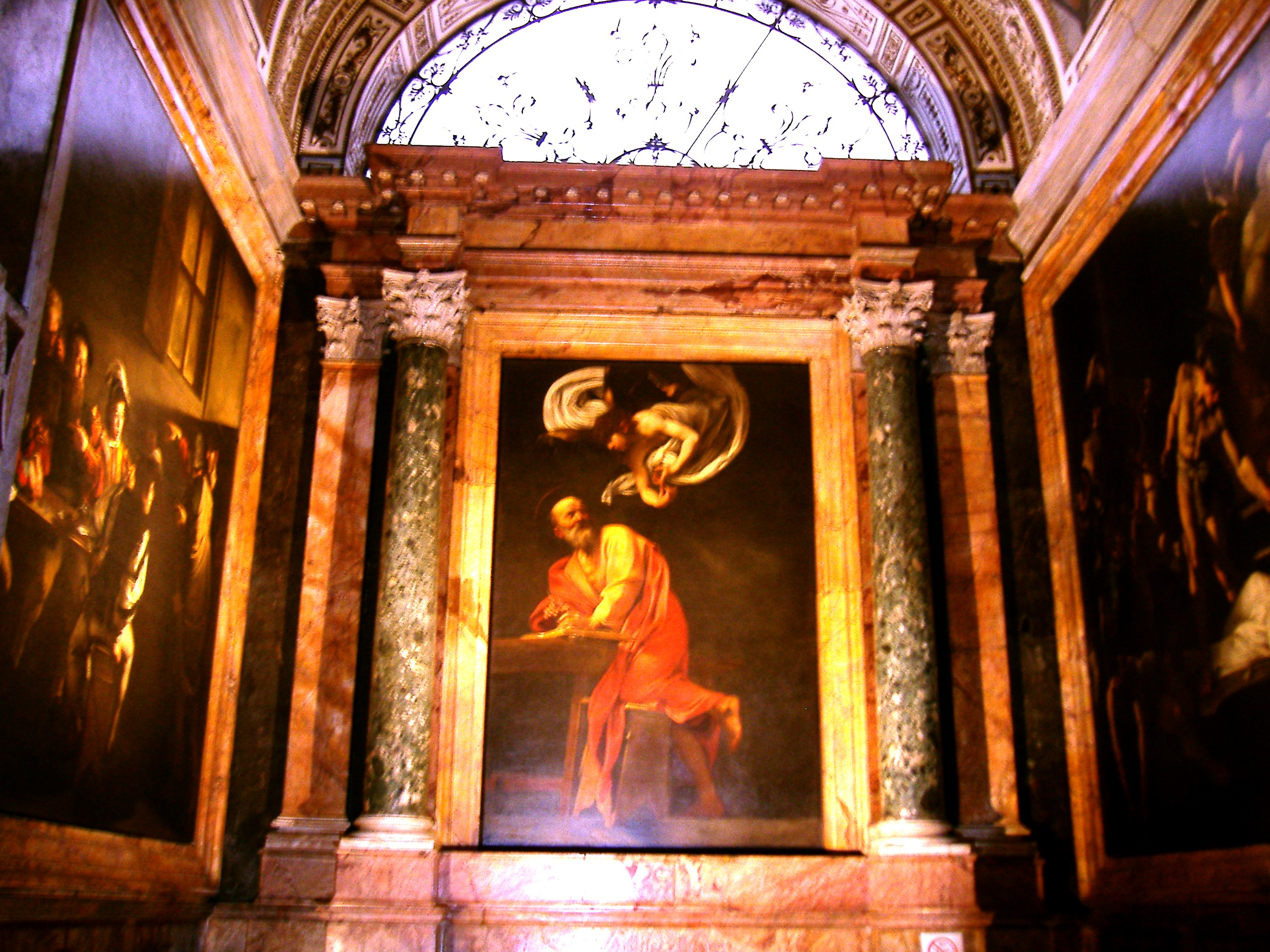
コンタレッリ礼拝堂内部。中央は『聖マタイと天使』、右は『聖マタイの殉教』、左は『聖マタイの召命』

カラヴァッジョ『聖マタイの殉教』 (1599-1600年)

その後、コンタレッリ礼拝堂の装飾事業はなかなか進まなかったが、ようやく1599年7月になってサン・ピエトロ大聖堂の造営局長の指示で、亡くなったクレッシェンツィの息子ピエトロ・パウロとサン・ルイジ・デイ・フランチェージ教会の同心会の間で合意が成立し、カラヴァッジョに『聖マタイの召命』と『聖マタイの殉教』の2点の油彩画 (当時のローマとしては異例なことに、カラヴァッジョの描けないフレスコ画ではなく、大きなキャンバス画) が依頼されることとなった。こうして、カラヴァッジョは初めて教会の礼拝堂を飾る作品という公的な仕事を任されたのである。伝記作者のジョヴァンニ・バリオーネは、カラヴァッジョへの委嘱にはフランチェスコ・マリア・デル・モンテ枢機卿の尽力があったと述べている。いずれにしても、コンタレッリ礼拝堂の装飾は、1600年の聖年に向けた事業の一環として推進された。

## 聖マタイ
本作は『新約聖書』中の「マタイによる福音書」 (9章9節) にある、イエス・キリストが収税所で働いていたマタイに声をかけ、マタイがキリストの呼びかけに応じてついていったというマタイの召命の記述をもとに描かれている。「福音書」によれば、マタイはこの後、キリストと弟子たち、そして大勢の収税人たちに食事をふるまった。この時、「なぜ収税人や罪人と食事をともにするのか」とパリサイ人に問われたキリストは、「丈夫な人に医者はいらない。いるのは病人である」、「わたしがきたのは、義人を招くためではなく、罪人を招くためである」と答える。ローマ皇帝から収税の仕事を請け負った収税人には、私腹を肥やすものが多かった。キリストや弟子たち、そして大勢の収税人に食事をふるまったマタイもよこしまな財を蓄えていたと考えられる。ユダヤ人たちは圧制者の手先となって私腹を肥やす収税人を軽蔑し、パリサイ人の言葉にあるように罪人と同列に見なしていたのである。こうしてキリストの弟子となったマタイは、後に4人の福音書記者の1人となり、両替商や銀行家、税理士や会計士など金銭を扱う人々の守護聖人となった。

## 作品
この絵画を委嘱したマッテオ・コンタレッリ枢機卿は、礼拝堂の図像プログラムについてかなり詳細な指示書を残した。それには以下のように記述されている。

税金を集めるのに使われるような店、あるいは広間にいる聖マタイが描かれる。そこにはこうしたオフィスにふさわしいさまざまなものがある。収税人が使うような机、帳簿、金。 (聖マタイは) いくらかの額を集めたところ、あるいはよりよいのはそのように見えるところ (が描かれる)。そうした仕事にふさわしいと思われる服装をした聖マタイは、その机から、彼を召命するために弟子とともに通りがかりに立ち寄ったわれれの主についていこうと立ち上がる。聖マタイの身振りにおいては、ほかの部分同様、画家の腕前が示されなければならない。

本作は窓のある薄暗い部屋に設定されており、テーブルにマタイと思われる髭の男が座り、その周囲に当世風の衣装を着た4人の男がいる。マタイはコインかメダルのように見える飾りのついた帽子を被り、ほかの人物たちよりいくぶん豪華な「そうした仕事にふさわしいと思われる服装」をしており、テーブルの上にはコンタレッリの指示書にある通り、帳簿と筆記用具、そして集められた金の入った袋が見える。一方、画面右側には通りがかりに立ち寄ったキリストと弟子ペテロが裸足に古代風の衣装を着けた姿で描かれ、2人とも右手でマタイを指差している。光は左側からではなく右側から差し込み、人物たちを照らしている。この光は、以前からカラヴァッジョのトレードマークであった斜光線を作り出している。光で浮かび上がった窓枠には十字があり、神の計らいを象徴している。

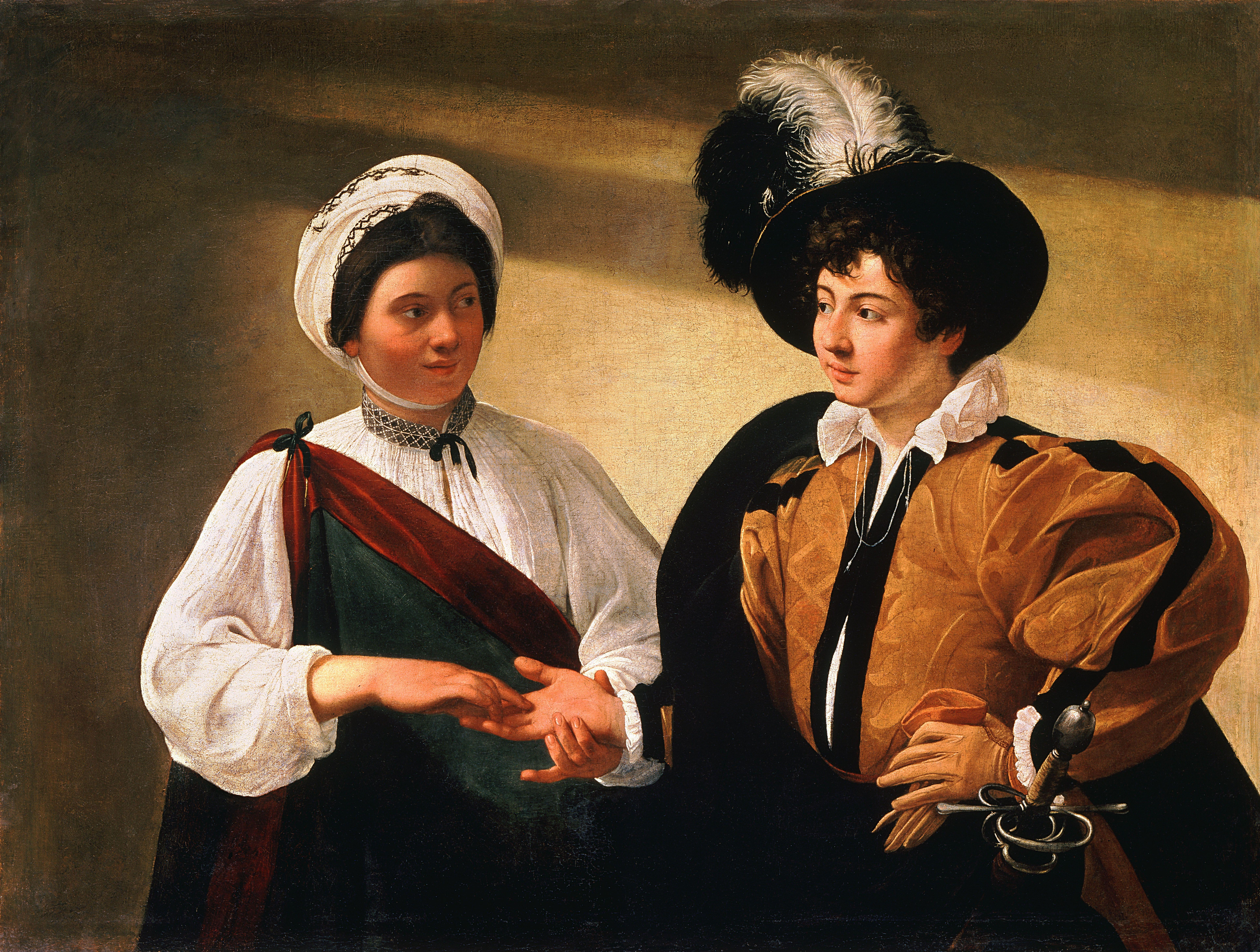
『女占い師』(1595-1598年ごろ)、ルーヴル美術館、パリ

机に向かうマタイの周囲に座る3人の人物は、『女占い師』 (カピトリーノ美術館、ルーヴル美術館) や『トランプ詐欺師』 (キンベル美術館) に登場する人物そのままであり、ローマの居酒屋や巷をうろつく伊達男たちである。マタイの右横の羽飾りのある帽子を被った若者は、『女占い師』にも登場するカラヴァッジョの友人の画家マリオ・ミンニーティであろう。ちなみに彼らが身に着けているのは当時の一般的な服装ではなく、カラヴァッジョの庇護者であったフランチェスコ・マリア・デル・モンテ枢機卿やヴィンチェンツォ・ジュスティニアーニの家に仕える従者の「お仕着せ」だとの指摘もある。一方、キリストは「わたしに従いなさい」といいながらマタイらしき人物に手を差し伸べ、ペテロは同じ仕草でそれを確認し、そしてマタイは暗黙のうちに「わたしですね」と胸に左手を当てている。右手はいまだにコインを数える仕草をしている。しかし、テーブルの下ではマタイの右膝と右足はわずかに持ち上げられているように見えるので、彼はすでに動き出しているとも受け取れる。コンタレッリのいう「聖マタイの身振り」をこのように描き、カラヴァッジョは「画家の腕前」を示したと考えられる。

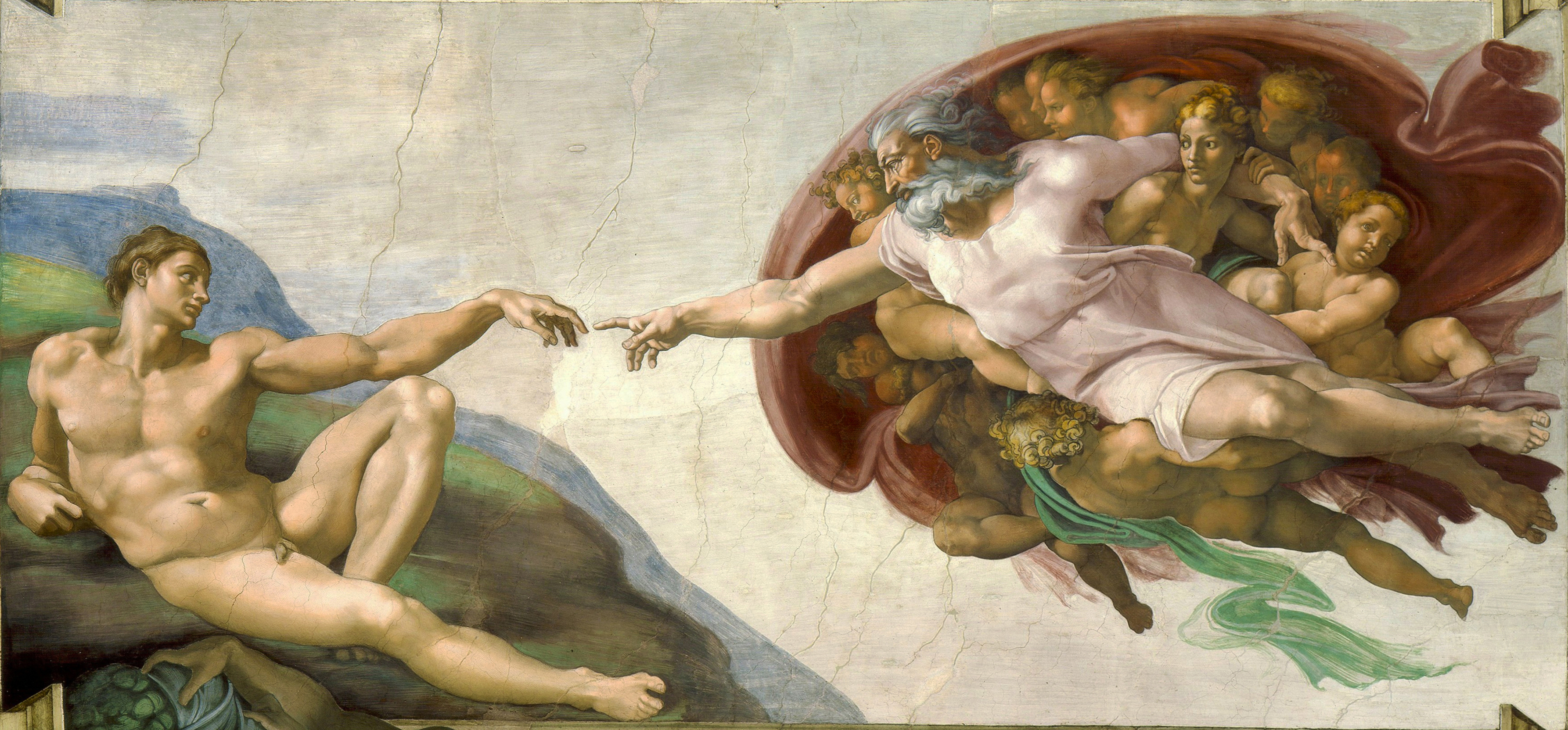
『アダムの創造』』(1511年ごろ)、システィーナ礼拝堂、ヴァチカン宮殿

画面におけるキリスト、ペテロ、マタイの手の仕草は物語の核心を表しているが、カラヴァッジョはその表現でミケランジェロから触発されたと思われる。すなわち、システィーナ礼拝堂 (ヴァチカン宮殿) の天井画『アダムの創造』中の父なる神とアダムの手が本作のインスピレーションになったと考えられるのである。カラヴァッジョはアダムの手を左右反転させてキリストの手としているが、それは堕落したアダムに対し、第二のアダムとして生まれたキリストの役割を暗示する。
美術史家ヴァルター・フリードレンダーによれば、カラヴァッジョの意図は「現世的手段で奇跡を描くこと」だったと思われるが、そのためには当世風の衣装を着た左側の人物たちの俗なる世界と、古代風の衣装を着た裸足のキリストおよびペテロの聖なる世界を融合させる必要があった。カラヴァッジョはキリストとペテロの背後に強い影を描いて2人の手を際立たせ、マタイの手も暗色の衣装にはっきりと浮かび上がるように工夫した「手のドラマ」を取り入れることによって、2つの世界の融合を成し遂げている。

## マタイ論争
長らく中央の自らを指差す髭の男がマタイであると思われていた。しかし、画面左端で俯く若者がマタイではないか、という意見が1980年代から出始め、主にドイツのアンドレアス・プラター (Andreas Prater) という研究者が中心となってこの見解を主張した。日本でも宮下規久郎らがこの見解をし、日本では主流になるにいたっている。この見解の主な根拠は以下のものである。

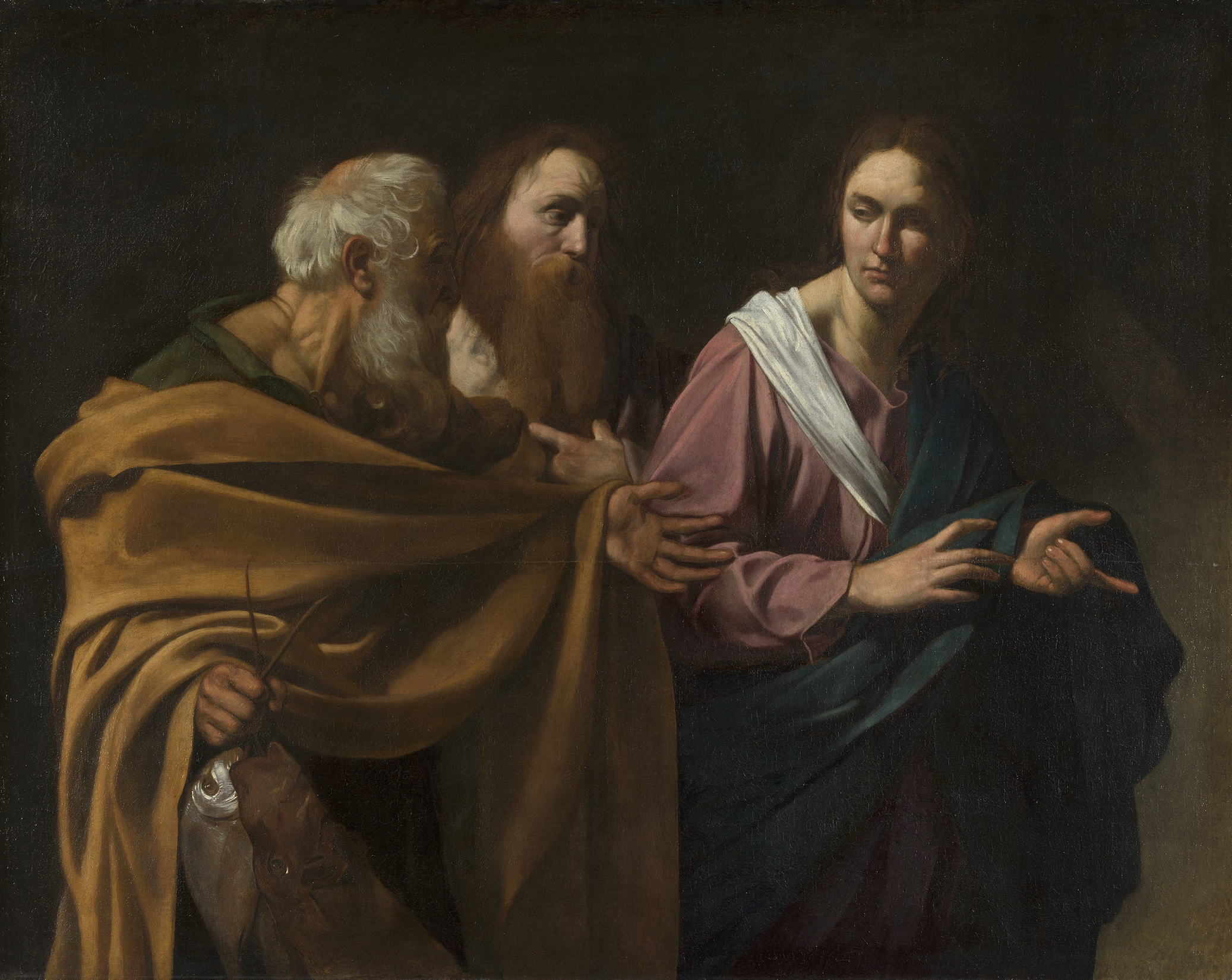
『聖ペテロと聖アンデレの召命 (複製)』(1511年ごろ)、ハンプトン・コート宮殿、ロイヤル・コレクション

マタイが収税人であることを表現するのであれば、金を触っているのがマタイであると考えるのが自然であり、左端の若者は顔を金に近づけて右手でその金を数えている。また、若者の隣の鼻眼鏡をかけている老人は、最初から部屋にいたため帽子を着けていない。一方、マタイとされてきた髭の男とテーブルの右側にいる2人は帽子を被っているが、このことは髭の男が税を支払いに来た商人で、2人は彼の付き人であることを示す。さらに、髭の男は人差し指で左端の若者を指差しているように見える。若者だけは光があたらずに悲嘆に沈んでおり、キリストと目を合わせないようにしている。しかし、次の瞬間、彼は使命に目覚めて立ち上がり、あっけに取られた周囲の人を背に颯爽と立ち去る、そのクライマックス直前の緊迫した様子が画面に表されている。
しかし、いまだにイタリアでは真ん中の髭の男がマタイであるとする認識が一般的である。根拠として、通常は「ほかの人を指すのに用いられることが多い」とされる親指と人差し指だが、それが明らかに自分を示している例がある。カラヴァッジョの作品にもとづいた多くの複製 (イギリスのロイヤル・コレクションの作品をカラヴァッジョのオリジナルとする見解もある) が残る作品『聖ペテロと聖アンデレの召命 (複製)』では、本作の髭の男と同じポーズで、アンデレが自分を指差している。また、ドメニキーノの『聖ペテロと聖アンデレの召命』の壁画 (サンタンドレア・デッラ・ヴァッレ聖堂、ローマ) とその準備素描、そしてマッティア・プレーティの『聖ペテロの否認』にも同様の仕草が見られる。さらに、もう1つの重要な点がしばしば指摘されてきた。もし、髭の男の左手の人差し指が左端の若者を示しているなら、当然その指先に光が当たっていなければならない。しかし、男の指先は光の中に沈んでいるのである。ほかにも様々な理由を挙げて、石鍋真澄はマタイは髭のある男だと考えている。